# Radical (sinograma)
El término radical (en chino simplificado y tradicional, 部首; pinyin, bùshǒu) hace referencia a cada uno de los elementos en los que se pueden descomponer visualmente los caracteres chinos. Ha habido distintas listas de radicales a lo largo de la historia, aunque desde la publicación en 1615 del diccionario Zihui de Mei Yingzuo, se generalizó el uso de la lista de esa obra, con 214 radicales. No obstante esa lista se adapta mal a los caracteres simplificados actualmente usados en China continental, por lo que en 2009 el gobierno chino publicó una lista modificada, con 201 componentes principales más 100 componentes asociados.
La posibilidad de poder descomponer las decenas de miles de caracteres chinos en un número mucho menor de radicales facilita la memorización para su escritura y es usado como método para la ordenación de palabras en un diccionario.
A su vez los radicales se pueden clasificar y ordenar según su número de trazos. El número de trazos que compone un radical varía desde 1 hasta 17. El número de trazos puede parecer poco definido para un lector que no esté acostumbrado, por lo que para usar un diccionario chino hace falta tener nociones básicas de caligrafía china al objeto de poder contar los trazos.

## La forma y posición dentro del sinograma
Los radicales pueden aparecer en cualquier posición en un sinograma. Por ejemplo, el radical 女 aparece en la parte izquierda de los sinogramas 姐, 媽, 她, 好 y 姓, pero aparece en la parte inferior en 妾. Sin embargo, hay dos radicales que tienen la forma 阝, pero están indexados como diferentes radicales dependiendo de dónde se presenten en el carácter. Cuando se utiliza como forma abreviada del radical 邑 yì "ciudad" (como en 都 dū "metrópoli", que también se puede leer dōu "todos") este componente aparece en el lado derecho de un carácter, pero cuando se utiliza como forma abreviada del radical 阜 fù "montículo, colina" (como en 陸 lù "tierra") aparece a la izquierda. Sin embargo, hay regularidades en el posicionamiento de radicales dentro de la mayoría de los caracteres, según su función: los componentes semánticos tienden a aparecer en la parte superior o en el lado izquierdo del carácter; del mismo modo, los componentes fonéticos tienden a aparecer en el lado derecho del carácter o en su parte inferior. Estas son solo reglas generales, y tienen excepciones. Por ejemplo, el sinograma 好 tiene dos partes, una es 女 mujer y la otra 子 niño; el significado es gustar o querer porque (normalmente) las mujeres quieren o a las mujeres les gustan los niños.
Algunas de las formas variantes más importantes que se combinan son:
- 刀 "cuchillo" → 刂 cuando se coloca a la derecha de otros elementos:
  - ejemplos: 分, 召 ~ 刖
  - contraejemplo: 切
- 人 "hombre" → 亻 a la izquierda:
  - 囚, 仄, 坐 ~ 他
- 心 "corazón" → 忄 a la izquierda:
  - 杺, 您, 恭 * ~ 快

 (*) 心 ocasionalmente se convierte en ⺗ cuando se escribe en la parte inferior de un carácter.
- 手 "mano" → 扌 a la izquierda:
  - 拏, 掱 ~ 扡
  - contra-ejemplos: 掰, 拜
- 水 "agua" → 氵 a la izquierda:
  - 汆, 呇, 沊 ~ 池
  - contraejemplo: 沝
- 火 "fuego" → 灬 en la parte inferior:
  - 伙, 秋, 灱 ~ 黑
  - contraejemplo: 災
- 犬 "perro" → 犭 a la izquierda:
  - 伏, 状 ~ 狙
- 目 "ojo":
  - 見, 盲, 眺

## Componentes semánticos
Más del 80 % de los caracteres chinos son compuestos fono-semánticos, con un componente semántico que da una amplia categoría de significado y un componente fonético que sugiere el sonido. Por lo general, el radical es también el componente semántico, pero no siempre. Así, aunque algunos autores utilizan el término "radical" para los componentes semánticos (義符 Yifu), otros distinguen a estos últimos como "determinativos", "significantes" o algún otro término.
Hay numerosos ejemplos de sinogramas que figuran en diccionarios con radicales que son meramente extracciones artificiales de partes de esos caracteres, y algunas de estas partes no son ni siquiera caracteres reales independientes (por ejemplo,亅 jué o JUE en liǎo 了), según ha explicado Serruys (1984), quien prefiere el término extracción de "glifo" y no extracción gráfica. Esto es aún más cierto en los diccionarios modernos, que reducen el número de radicales a menos de la mitad en Shuowen,  en el que se vuelve imposible tener suficientes radicales para cubrir los componentes semánticos de cada sinograma. En el Diccionario inglés chino de Extremo Oriente, por ejemplo, 一 es una mera extracción artificial de un trazo de la mayoría de sus subentradas como 丁 Ding y 且 qǐe;  lo mismo es cierto de 乙 yǐ en 九 jiǔ;亅 jué o JUE en liǎo 了, le; 二 èr en 亞 Ya y yǎ; 田 Tian en 禺 Yù; 豕 shǐ en 象 xiang "elefante", y así sucesivamente.

## Componentes fonéticos
También hay radicales que juegan una función fonética y no semántica dentro de los caracteres. Por ejemplo, como 臼 jiu (mortero), en la palabra "tío materno" 舅 Jiu (Shuowen indica que 男 nán-hombre- en la parte inferior del carácter, es el componente semántico, "macho". Sin embargo, los más de 200 radicales utilizados en los diccionarios modernos no incluyen todos los componentes semánticos que se utilizan. Otro ejemplo: 舊 jiu "búho; viejo" (que aparece en el Lejano Oriente en 1141 bajo el encabezado 臼) p.; 虎 hǔ "tigre" en 虖 hū "grito"; 鬼 guǐ (originalmente "casco"), ahora "fantasma", en 魁 Kui, "líder"; 鹿 lu "venado" en 麓 Lu, faldas; 麻 má "cáñamo" en 麼 ma, MO "pequeño"; 黃 huáng "amarillo" en 黌 hóng "una escuela"; 羽 yǔ "pluma" en 翌 yì "siguiente"; 齊 Qi en 齎 ji "para presentar"; 青 Qing en 靖 jìng "pacífica", 靚 jìng "para ornamento; tranquila"; y 靜 Jing "tranquilo", y así sucesivamente. En algunos casos, radicales elegidos arbitrariamente por coincidencia juegan un papel semántico en los caracteres enumerados debajo de ellos. En general, los componentes fonéticos no determinan la pronunciación exacta de un caracter, pero solo dan una pista de su pronunciación. Mientras que algunos caracteres toman la pronunciación exacta de su componente fonético, otros toman solo los sonidos iniciales o finales. De hecho, las pronunciaciones de algunos caracteres pueden no corresponder a la pronunciación de sus partes fonéticas en absoluto, como a veces pasa con los caracteres después de haber sido sometidos a la simplificación.
Los 8 caracteres sobre todo toman 也 por su parte fonética, sin embargo, como es fácilmente evidente, ninguno de ellos toma la pronunciación de 也, que es Ye. Esta disparidad se debe a la simplificación de los caracteres 他 y 她, ya que sus partes fonéticas eran originalmente 它 (pinyin: TA). 拖 también fue escrito originalmente con 它 como su parte fonética, pero solo tomó su sonido inicial. La pronunciación de 池, 驰, 弛, 施, 地 difieren de 也 tanto en los sonidos iniciales y finales.

## Simplificación de caracteres
La simplificación de caracteres adoptada en la República Popular de China y en otros lugares ha modificado una serie de componentes, incluidos los utilizados como radicales. Esto ha creado una serie de nuevas formas para los radicales. Por ejemplo, 食 shí se escribe 飠 cuando forma parte de otros sinogramas tradicionales, pero está escrito 饣 en sinogramas simplificados. La diferencia entre la versión tradicional y la versión simplificada del mismo sinograma está en muchos casos solo en el aspecto visual del radical. Un ejemplo es el sinograma de "lengua" yǔ; el sinograma tradicional es 語, mientras que en el simplificado 语 solo el radical está alterado. Los mismos sinogramas (o caracteres con un origen común) se utilizan en China y también en Japón. Sin embargo, la simplificación de los sinogramas se ha hecho de manera diferente en estos dos países. La simplificación de los caracteres en China ha sido más profunda, hecha en un esfuerzo por aumentar la alfabetización con sinogramas simplificados en gran medida. Por el contrario, la simplificación japonesa ha sido más conservadora y ha creado sinogramas modernos que se parecen más a sus contrapartes tradicionales.